# Milo Duffek
Milo Duffek es un deportista suizo que compitió en piragüismo en la modalidad de eslalon. Ganó dos medallas en el Campeonato Mundial de Piragüismo en Eslalon, plata en 1981 y bronce en 1979. Es hijo del piragüista Miroslav Duffek.

## Palmarés internacional
| Campeonato Mundial | Campeonato Mundial | Campeonato Mundial | Campeonato Mundial |
| Año                | Lugar              | Medalla            | Competición        |
| ------------------ | ------------------ | ------------------ | ------------------ |
| 1979               | Jonquière (Canadá) | Medalla de bronce  | K1 por equipos     |
| 1981               | Bala (Reino Unido) | Medalla de plata   | K1 por equipos     |